# Fabio Di Giannantonio
Fabio Di Giannantonio (* 10. Oktober 1998 in Rom, Spitzname: Diggia) ist ein italienischer Motorradrennfahrer.
Aktuell geht er an der Seite seines Landsmannes Franco Morbidelli für das Pertamina Enduro VR46 Racing Team in der MotoGP-Klasse der Motorrad-Weltmeisterschaft an den Start. 2018 erzielte Di Giannantonio bei Gresini Racing mit dem Gewinn des Vizeweltmeistertitels in der Moto3-Klasse seinen bis dato größten Erfolg.

## Karriere

### Anfangsjahre
Fabio Di Giannantonio wurde im Jahr 2009 Europameister in der Klasse Minimoto junior. 2010 gewann er die Trofeo Honda HIRP 100 cm³, 2012 wurde er Italienischer Meister in der Kategorie 250 cm³ PreGP. In den Jahren 2014 und 2015 startete Di Giannantonio im Red Bull MotoGP Rookies Cup. 2015 wurde er dort Vizemeister hinter Bo Bendsneyder und sicherte sich außerdem mit zwei Siegen hinter Marco Bezzecchi den zweiten Rang in der Moto3-Kategorie der Italienischen Meisterschaft.

### Moto3-Klasse
Di Giannantonio gab 2015 als Ersatzfahrer für den verletzten Andrea Locatelli beim Großen Preis von Valencia im Gresini Racing Team von Fausto Gresini sein Debüt in der Motorrad-Weltmeisterschaft.
2016 ist er zusammen mit Enea Bastianini Fixstarter bei Gresini und er errang beim Großen Preis von Italien in Mugello sein erstes Podium auf dem zweiten Platz hinter Brad Binder. 2018 gewann er die ersten zwei Rennen seiner Karriere in Tschechien und Thailand und wurde mit 42 Punkten Rückstand auf Jorge Martín Vizeweltmeister.

### Moto2-Klasse
2019 stieg Di Giannantonio in die Moto2-Klasse auf. Er fährt für Speed Up Racing an der Seite von Jorge Navarro. Er fuhr bei den Großen Preisen von Tschechien und San Marino auf den zweiten Platz. Di Giannantonio schloss die Saison als WM-Neunter ab.
Nach dem dritten Platz des Römers beim Großen Preis von Katalonien wurde bekannt, dass er 2021 zu Gresini zurückkehren und für dessen Moto2-Team fahren wird. Das Ziel soll der Aufstieg in die MotoGP 2022 sein.

### MotoGP-Klasse
Zur Saison 2022 wechselte Di Giannantonio in die höchste Klasse und startete für das Gresini-Team, wo er eine Ducati Desmosedici pilotierte. Sein größter Erfolg der Saison war die Pole-Position beim Grand Prix von Italien in Mugello. Seine beste Platzierung erreichte er beim Großen Preis von Deutschland auf dem Sachsenring mit Position acht. Di Giannantonio beendete die Saison mit 24 Punkten auf Platz 20 und wurde zweitbester Rookie.
2023 blieb er bei Gresini Racing. Er kam erst spät in der Saison in Fahrt und erreichte beim Großen Preis von Australien mit dem dritten Rang sein erstes Podest. Saisonhöhepunkt war der hart erkämpfte Sieg beim Großen Preis von Katar vier Wochen später, bei dem er sich gegen Werksfahrer Francesco Bagnaia durchsetzte. Nachdem Gresini für 2024 Marc Márquez verpflichtet hatte, war bis Saisonende unsicher ob Di Giannantonio auch 2024 als Stammfahrer in der MotoGP-Klasse antreten können würde. Er wechselte schließlich zum VR46 Racing Team von Valentino Rossi, wo er weiterhin auf Ducati antrat.
2024 begann Di Giannantonio bei VR46 mit konstanten Platzierungen unter den ersten Zehn. Durch eine langwierige Schulterverletzung, die er sich beim Großen Preis von Österreich zugezogen hatte, verzichtete er auf die letzten beiden Grands Prix und unterzog sich einer Operation. Trotz drei verpasster Rennen belegte er in der Gesamtwertung den zehnten Rang und schlug damit seinen Teamkollegen Marco Bezzecchi. Im Rahmen des Großen Preises von Deutschland wurde bekanntgegeben, dass Di Giannantonio auch die folgenden zwei Jahre für VR46 fahren wird. Er wird dritter Werksfahrer und bekommt eine aktuelle Maschine zur Verfügung gestellt.
In der Saison 2025 pilotiert Di Giannantonio eine Desmosedici GP25 und fährt somit die gleiche Maschine wie Francesco Bagnaia und Marc Márquez im Ducati-Werksteam. Im dritten Saisonrennen, dem Grand Prix of The Americas erzielte er mit Rang drei seinen ersten Podestplatz der Saison.

## Statistik

### Erfolge
- 2019 – Moto2-Rookie of the Year auf Speed Up
- 4 Grand-Prix-Siege

### In der Motorrad-Weltmeisterschaft
(Stand: Großer Preis von Österreich, 17. August 2025)
| Saison | Klasse | Team                              | Motorrad                | Rennen | Siege | Zweiter | Dritter | Poles | Schn. Rennrunden | Punkte | Ergebnis |
| ------ | ------ | --------------------------------- | ----------------------- | ------ | ----- | ------- | ------- | ----- | ---------------- | ------ | -------- |
| 2015   | Moto3  | Gresini Racing Moto3              | Honda                   | 1      | –     | –       | –       | –     | –                | 0      | –        |
| 2016   | Moto3  | Gresini Racing Moto3              | Honda                   | 18     | –     | 2       | 1       | –     | –                | 134    | 6.       |
| 2017   | Moto3  | Gresini Racing Moto3              | Honda                   | 18     | –     | 2       | 3       | –     | 2                | 153    | 5.       |
| 2018   | Moto3  | Gresini Racing Moto3              | Honda                   | 18     | 2     | 1       | 3       | –     | 3                | 218    | 2.       |
| 2019   | Moto2  | Speed Up Racing                   | Speed Up                | 19     | –     | 2       | –       | 1     | –                | 108    | 9.       |
| 2020   | Moto2  | Speed Up Racing                   | Speed Up                | 15     | –     | 1       | 1       | –     | –                | 65     | 15.      |
| 2021   | Moto2  | Federal Oil Gresini Moto2         | Kalex                   | 18     | 1     | 2       | 1       | –     | –                | 161    | 7.       |
| 2022   | MotoGP | Gresini Racing MotoGP             | Ducati Desmosedici GP21 | 20     | –     | –       | –       | 1     | –                | 24     | 20.      |
| 2023   | MotoGP | Gresini Racing MotoGP             | Ducati Desmosedici GP22 | 20     | 1     | –       | 1       | –     | –                | 151    | 12.      |
| 2024   | MotoGP | Pertamina Enduro VR46 Racing Team | Ducati Desmosedici GP23 | 17     | –     | –       | –       | –     | 1                | 165    | 10.      |
| 2025   | MotoGP | Pertamina Enduro VR46 Racing Team | Ducati Desmosedici GP25 | 13     | –     | –       | 2       | –     | –                | 144    | 6.*      |
| Gesamt | Gesamt | Gesamt                            | Gesamt                  | 177    | 4     | 10      | 12      | 2     | 6                | 1302   |          |

* Laufende Saison
Grand-Prix-Siege
| Saison | Klasse | Rennen              |
| ------ | ------ | ------------------- |
| 2018   | Moto3  | Tschechien Thailand |
| 2021   | Moto2  | Spanien             |
| 2023   | MotoGP | Katar               |

Einzelergebnisse in der MotoGP-Klasse
| Saison | 1        | 2           | 3           | 4         | 5          | 6          | 7                      | 8           | 9           | 10                     | 11          | 12                     | 13         | 14             | 15         | 16         | 17         | 18         | 19         | 20           | 21       | 22       |
| ------ | -------- | ----------- | ----------- | --------- | ---------- | ---------- | ---------------------- | ----------- | ----------- | ---------------------- | ----------- | ---------------------- | ---------- | -------------- | ---------- | ---------- | ---------- | ---------- | ---------- | ------------ | -------- | -------- |
| 2022   | Katar    | Indonesien  | Argentinien | USA-Texas | Portugal   | Spanien    | Frankreich             | Italien     | Katalonien  | Deutschland            | Niederlande | Vereinigtes Konigreich | Osterreich | San Marino     | Aragonien  | Japan      | Thailand   | Australien | Malaysia   | \|\| \|\|    |          |          |
| 2022   | 17       | 18          | DNF         | 21        | DNF        | 18         | 13                     | 11          | DNF         | 8                      | 14          | 22                     | 11         | 20             | 19         | 17         | 18         | 20         | DNF        | 15           |          |          |
| 2023   | Portugal | Argentinien | USA-Texas   | Spanien   | Frankreich | Italien    | Deutschland            | Niederlande | Kasachstan  | Vereinigtes Konigreich | Osterreich  | Katalonien             | San Marino | Indien         | Japan      | Indonesien | Australien | Thailand   | Malaysia   | Katar        | Valencia |          |
| 2023   | DNF      | 10          | 9           | 12        | 8          | 14         | 9                      | DNF         | 13          | 17                     | 10          | 17                     | DNF        | 8              | 46         | 3          | 9          | 9          | 12         | 46           |          |          |
| 2024   | Katar    | Portugal    | USA-Texas   | Spanien   | Frankreich | Katalonien | Italien                | Niederlande | Deutschland | Vereinigtes Konigreich | Osterreich  | Aragonien              | San Marino | Emilia-Romagna | Indonesien | Japan      | Australien | Thailand   | Malaysia   | Black Ribbon |          |          |
| 2024   | 7        | 10          | 6           | 7         | 67         | 56         | 7                      | 45          | DNF         | 5                      | DNS         | 8                      | 9          | 14             | DNF9       | 86         | 47         | 4          |            |              |          |          |
| 2025   | Thailand | Argentinien | USA-Texas   | Katar     | Spanien    | Frankreich | Vereinigtes Konigreich | Aragonien   | Italien     | Niederlande            | Deutschland | Tschechien             | Osterreich | Ungarn         | Katalonien | San Marino | Japan      | Indonesien | Australien | Malaysia     | Portugal | Valencia |
| 2025   | 10       | 5           | 3           | 166       | 56         | 87         | 93                     | 96          | 35          | 64                     | DNF4        | 16                     | DNF8       |                |            |            |            |            |            |              |          |          |

| Legende  | Legende            | Legende                                                          |
| Farbe    | Abkürzung          | Bedeutung                                                        |
| -------- | ------------------ | ---------------------------------------------------------------- |
| Gold     | –                  | Sieg                                                             |
| Silber   | –                  | 2. Platz                                                         |
| Bronze   | –                  | 3. Platz                                                         |
| Grün     | –                  | Platzierung in den Punkten                                       |
| Blau     | –                  | Klassifiziert außerhalb der Punkteränge                          |
| Violett  | DNF                | Rennen nicht beendet (did not finish)                            |
| Violett  | NC                 | nicht klassifiziert (not classified)                             |
| Rot      | DNQ                | nicht qualifiziert (did not qualify)                             |
| Rot      | DNPQ               | in Vorqualifikation gescheitert (did not pre-qualify)            |
| Schwarz  | DSQ                | disqualifiziert (disqualified)                                   |
| Weiß     | DNS                | nicht am Start (did not start)                                   |
| Weiß     | WD                 | zurückgezogen (withdrawn)                                        |
| Hellblau | PO                 | nur am Training teilgenommen (practiced only)                    |
| Hellblau | TD                 | Freitags-Testfahrer (test driver)                                |
| ohne     | DNP                | nicht am Training teilgenommen (did not practice)                |
| ohne     | INJ                | verletzt oder krank (injured)                                    |
| ohne     | EX                 | ausgeschlossen (excluded)                                        |
| ohne     | DNA                | nicht erschienen (did not arrive)                                |
| ohne     | C                  | Rennen abgesagt (cancelled)                                      |
| ohne     | keine WM-Teilnahme |                                                                  |
| sonstige | P/fett             | Pole-Position                                                    |
| sonstige | 1/2/3/4/5/6/7/8    | Punktplatzierung im Sprint-/Qualifikationsrennen                 |
| sonstige | SR/kursiv          | Schnellste Rennrunde                                             |
| sonstige | *                  | nicht im Ziel, aufgrund der zurückgelegten Distanz aber gewertet |
| sonstige | ()                 | Streichresultate                                                 |
| sonstige | unterstrichen      | Führender in der Gesamtwertung                                   |